# Montefalcione
Montefalcione là một đô thị (comune) thuộc tỉnh Avenllino trong vùng Campania của Ý. Montefalcione có diện tích 15,15 km2, dân số là 3485 người (thời điểm năm 2009).